# Chancay
Chancay es una ciudad y puerto peruano, capital del distrito de Chancay, ubicado en la provincia de Huaral en el departamento de Lima. Se encuentra a 78 km al Norte de la ciudad de Lima y está conectada por la carretera Panamericana Norte. Está a una altitud de 43 m s. n. m. Tenía 63 378 hab. en 2015.
Desde el inicio de la República, hasta 1976, fue capital de la provincia de Chancay (hoy provincia de Huaral).

## Toponimia
La toponimia de Chancay deriva al parecer del quechua chanka ayllu: clan familia de origen chanca, porque allí la administración imperial inca estableció un grupo de mitimaes o colonos de origen chanca, provenientes de la región de Ayacucho. El 14 de diciembre de 1562 fue fundada bajo el nombre de Villa de Arnedo.

## Historia

### Época prehispánica
Durante la época prehispánica, la zona de Chancay estaba densamente poblada. Una de las más importante culturas que se desarrolló allí fue la cultura chancay, entre los siglos XII y XV de la era cristiana. Luego fue integrada al imperio incaico. La llegada de los españoles en 1532 originó una catástrofe demográfica, al igual que en el resto de la costa peruana.

### Época virreinal

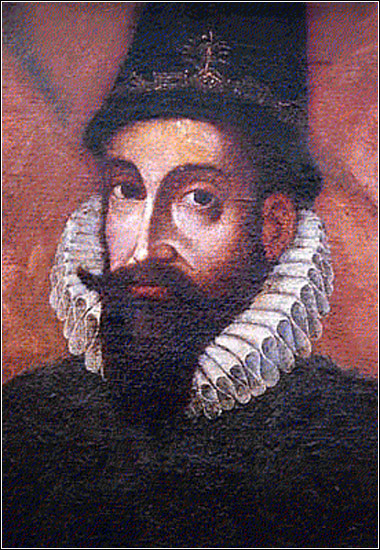
El virrey del Perú, Diego López de Zúñiga y Velasco, conde de Nieva, bajo cuyos auspicio se fundó la villa de Arnedo, la actual ciudad de Chancay.

Chancay fue fundada en un día no precisado de entre el 15 y 31 de diciembre de 1562, por Luis Flores, siguiendo las instrucciones dadas por el virrey Diego López de Zúñiga y Velasco el 16 de noviembre del mismo año. Actualmente se celebra el 14 de diciembre como el Aniversario de la ciudad. El plan del virrey era establecer allí la sede de la Universidad Nacional de San Marcos (Lima), con el fin de aislar a los estudiantes del ruido de la capital del Virreinato del Perú. Recibió entonces el nombre de Villa de Arnedo, en recuerdo de un feudo que dicho virrey poseía en España. 
Tras la muerte del conde de Nieva en 1564, las nuevas autoridades quisieron abandonar la villa de Arnedo, alegando que el trabajo en el valle perjudicaba a los indios y que su incremento afectaba a Lima. Sin embargo, ello no prosperó, y el fértil valle de Chancay continuó siendo explotado bajo la dirección de hidalgos españoles, así como de los jesuitas. A fines del siglo XVI, Chancay proveía a Lima de “buen vino”, trigo y maíz, “melones de los buenos del mundo”, manteca de cerdo y otros “mantenimientos”.
En 1757 el Cabildo de Justicia Mayor y Regimiento, le dio el nombre de Chancay, en reemplazo de Arnedo, nombre que todavía habría de permanecer en el habla de los chancayanos por algún tiempo más, como lo atestigua una de las tradiciones en salsa verde de Ricardo Palma, donde uno de los personajes del siglo XIX dice con orgullo: “Soy de Arnedo y no cedo”.
Y aunque entonces era considerada como “villa de españoles”, dicha condición varió paulatinamente, pues según el censo de 1792, contaba con 2960 habitantes, entre los cuales solo 369 eran españoles. La mayoría estaba constituida por 1600 esclavos negros; y además, contaba con 502 indios, 114 mestizos y 366 individuos de otras castas.

### Época de la emancipación

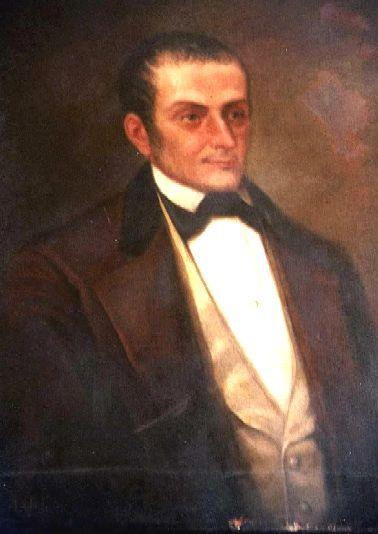
Andrés Reyes y Buitrón, ilustre chancayano que luchó por la independencia del Perú y fue presidente del Congreso de la República entre 1829 y 1831, llegando incluso a ejercer el Poder Ejecutivo de manera interina.

Por su riqueza en “mantenimientos” y la simpatía de su población por la causa independentista, los patriotas eligieron a Chancay como el lugar adecuado para establecer los acantonamientos del Ejército Libertador, que arribó al Perú bajo el mando del general José de San Martín (1820). Fue precisamente, durante el avance de los patriotas hacia Lima, cuando estos libraron en las cercanías de Chancay dos combates contra los realistas:
- Combate de Torre Blanca (a 5 km al noroeste de Chancay), donde el 11 de noviembre de 1820, el capitán patriota Federico Brandsen contuvo a un escuadrón de caballería realista al mando del coronel Jerónimo Valdez. En este encuentro se destacó el patriota chancayano Andrés Reyes y Buitrón.
- Combate de Pescadores (cerca de una caleta situada en el camino a Huacho), donde el 27 de noviembre de 1820 participó heroicamente el teniente rioplatense Juan Pascual Pringles, comandando un batallón de 25 granaderos frente a las avanzadas realistas más numerosas y dirigidas por Valdez. Pringles fue tomado prisionero aunque después fue canjeado, retornando entonces al cuartel patriota de Huaura.

Por el Estatuto y Reglamento Provisional, dictado por San Martín el 12 de febrero de 1821, se creó la Provincia de Chancay, que formaba parte del Departamento de la Costa (luego llamado Departamento de Lima).
Los eminentes servicios que prestó la población chancayana a la causa de la Independencia dieron origen a la Ley del 16 de abril de 1828, que otorgó a la villa de Chancay el título de “fidelísima villa”.

### Época republicana
Dentro de la jurisdicción de la Provincia de Chancay fue creado el distrito de Chancay, por ley del 2 de enero de 1857 del gobierno del mariscal Ramón Castilla. La ciudad de Chancay era la capital provincial y distrital, a la vez.
Durante la época republicana, el valle de Chancay continuó siendo un centro de producción agrícola, dividida en haciendas administradas por terratenientes, que abastecían a la capital peruana. Para las labores del campo se importó mano de obra china y luego japonesa. Según el censo de 1876, Chancay contaba con 1,825 habitantes, mientras que Huaral, solo con 535. Su crecimiento era lento y sus haciendas vivían aisladas de la economía nacional pues toda su producción, caña y algodón, se orientaban a la exportación.

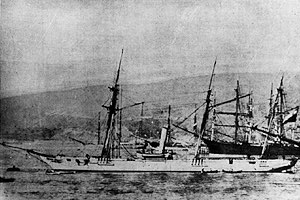
La goleta Virgen de Covadonga, de la armada chilena, que fue hundida frente a las playas de Chancay en 1881, durante la guerra del Pacífico.

Durante la guerra del Pacífico, el puerto de Chancay sufrió el asedio y el bombardeo de los buques chilenos, durante la campaña de Lima. El 13 de septiembre de 1880, la goleta chilena Covadonga, se hallaba a 500 m de la playa de Chancay, disparando para destruir el puente ferroviario, cuando de pronto divisó un bote de recreo que estaban a 300 m del puerto. La atractiva embarcación de recreo ocultaba una carga explosiva (dinamita) preparada en Ancón por la brigada torpedera peruana apostada en Chancay al mando del teniente segundo AP Decio Oyague Neyra y el guardiamarina Luis Oliveira. El capitán Pablo de Ferrari, comandante de la Covadonga, mandó a examinar y hundir el bote; al no encontrar explosivos se cambió la orden y se procedió a remolcarlo hacia la popa de la goleta y mientras se izaba la embarcación, esta explosionó al costado estribor de la Covadonga provocando su rápido hundimiento, en apenas tres minutos. Murieron Ferrari y 31 de los 109 hombres de tripulación del buque chileno. Fueron hechos prisioneros 48 sobrevivientes y otros 29 se salvaron en un bote que llegó hasta Ancón a las 10 de la noche. Actualmente, la Covadonga sigue hundida al fondo de la bahía de Chancay, aunque algunas de sus piezas han sido extraídas y se exhiben en diversos museos.
En los años 1920 se produjo un auge del cultivo de algodón, impulsado por nuevos propietarios que desplazaron a los terratenientes y cancelaron el antiguo nivel rentista para invertir directamente en la producción.  Estos atrajeron como mano de obra a los migrantes andinos (yanaconaje).
La ciudad de Chancay, así como su área circundante sufrió los efectos del tremendo terremoto de 1940 y el subsiguiente maremoto. Pero, a pesar de ello, siguió siendo receptora de migrantes venidos de la sierra, a tal punto de dispararse su crecimiento poblacional, mientras que los chancayanos emigraban a su vez a Lima.
En 1966, otro terremoto frente a Chancay causó graves daños al llamado Norte Chico, y al área de Lima-Callao. En Chancay produjo 30 muertos y 4.000 damnificados. En la catedral del Callao, mientras se celebraba una ceremonia 24 personas murieron al caer parte de paredes, también se produjo un moderado maremoto que causó graves daños en el Callao y en Pucusana. En total el sismo cobró 200 vidas, de las cuales 100 murieron en Lima-Callao. 
Durante la década de 1970, Chancay tuvo una gran actividad económica, reflejada en el aumento de su población, actividad que se mantiene actualmente, aunque en menores proporciones.
El 11 de mayo de 1976 se dio la Ley N.º 21488 por el presidente de la República, general Francisco Morales Bermúdez, por el cual se creaba la Provincia de Huaral, a base de distritos segregados de las provincias de Chancay y Canta, entre los que se hallaba el distrito de Chancay. La capital de la flamante provincia quedó establecida en la ciudad de Huaral, perdiendo así Chancay su categoría de capital provincial.
En cuanto a la Provincia de Chancay, sufrió otra segregación de su territorio, esta vez por el lado norte, que dio origen en 1984 a la provincia de Barranca. En 1988 la Provincia de Chancay cambió su nombre por la de Provincia de Huaura.

## Hitos urbanos

### El puerto de Chancay

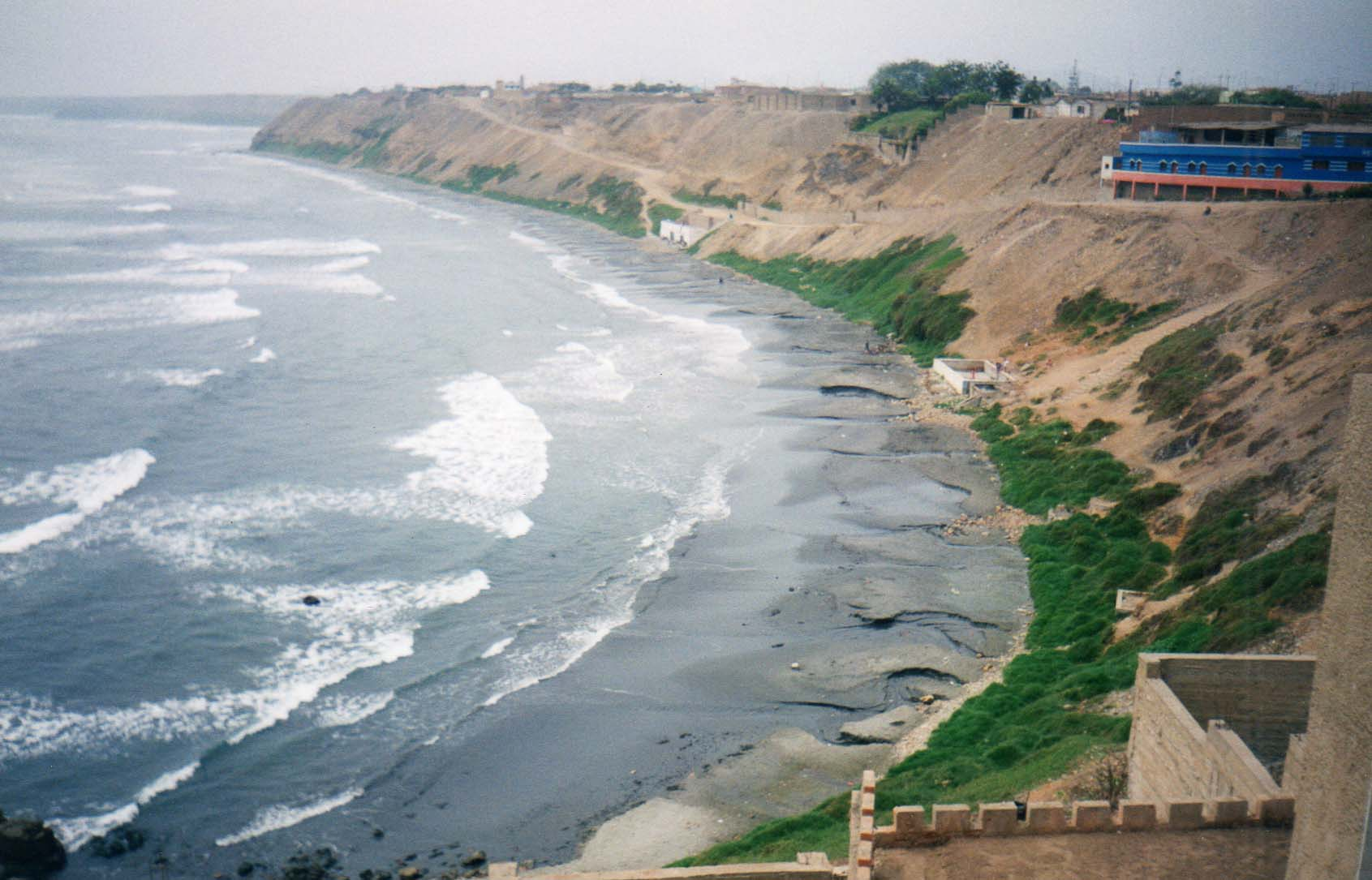
Playas de Chancay

El puerto de Chancay tiene un valor histórico, por haber sido el escenario de la defensa peruana durante los días de la guerra del Pacífico. Frente a sus playas fue hundida la cañonera chilena Covadonga, por obra de chancayanos al mando del teniente segundo AP Decio Oyague Neyra, la tarde del 13 de septiembre de 1880, usando para tal fin un torpedo camuflado en un bote de recreo, que sirvió como cebo explosivo.

### Plaza de Armas
La Plaza de Armas de Chancay, una de las más grandes del Perú, es el centro de las actividades políticas, sociales, culturales y de esparcimiento de la ciudad. A partir de 1999, luce los restos de la Covadonga: el ancla, una parte de un cañón y 20 metros de cadena, que se encuentran colocadas en un monumento ubicado en un ángulo de la Plaza, frente a la Municipalidad.
Al centro de la plaza se alza una hermosa glorieta de tipo virreynal, obra donada por el médico Luis Felipe del Solar e inaugurada el 12 de abril de 1914. El 10 de febrero de 2000 fue declarada por el  Instituto Nacional de Cultura (INC, hoy Ministerio de Cultura) como Monumento integrante del Patrimonio Cultural de la Nación.

### Iglesias y Santuarios
Situada frente a la Plaza Principal, está la Iglesia Matriz de la Inmaculada Concepción, de origen colonial, con su altar mayor, tabernáculo y púlpito de estilo barroco, y sus altares con molduras antiguas de pan de oro. 
Otra reliquia importante es la capilla de la Virgen de los Dolores, antes capilla del convento de San Buenaventura, hoy capilla del barrio del Hospital. En ella se conserva la sagrada imagen de la Virgen Dolorosa, que, según la tradición, defendió Chancay del bombardeo de los chilenos, cubriendo la playa de una tupida neblina, no permitiendo así que los invasores distinguieran el pueblo de Chancay.

### Castillo de Chancay

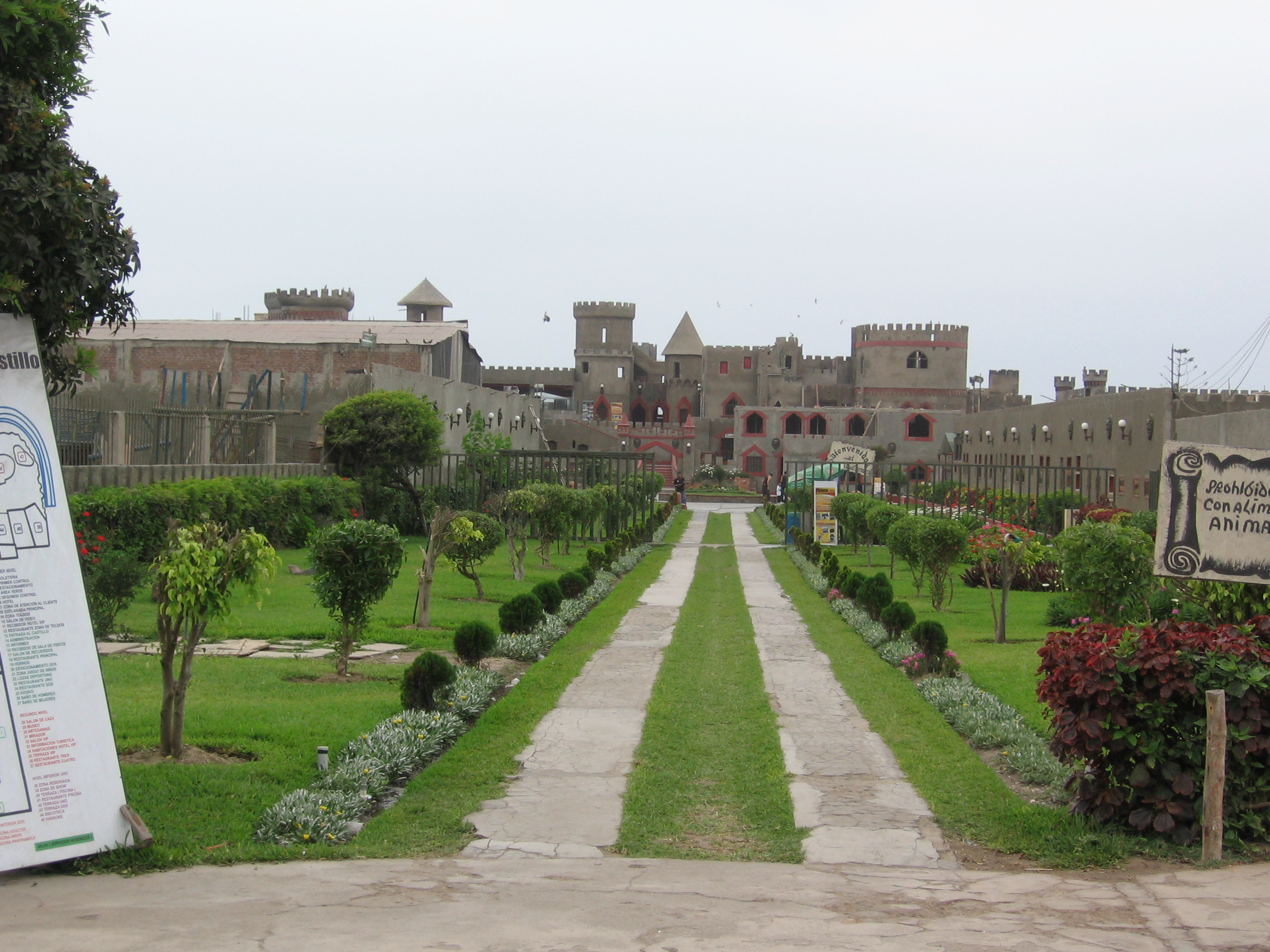
Castillo de Chancay

El Castillo de Chancay, es un castillo de estilo medieval, cuya construcción se dio entre las décadas de 1920 y 1930, sobre un acantilado rocoso en las playas de Chancay.
Su creadora fue Consuelo Amat y León Rolando, dama nacida en Lima a fines del siglo XIX y bisnieta del virrey Manuel Amat y Juniet, el mismo que se hizo célebre por sus amoríos con Micaela Villegas, conocida como “La Perricholi”.
Consuelo se casó en 1915 con Rómulo Boggio Klauer, propietario del fundo La Calera, al norte de Chancay. De esa unión tuvo seis hijos. Sin embargo, al fallecer repentinamente su esposo, quedó sin herencia, por lo que viajó a Europa para estudiar, convirtiéndose en una mujer polifacética: arquitecta, matemática, poetisa, escritora y abogada. Cuando regresó al Perú construyó en Chancay el Hotel Villa Madre Perla, para acoger a los visitantes que venían a veranear desde Lima. Su gran visión empresarial la empujó a construir en un acantilado rocoso lo que es ahora el Castillo de Chancay. Ella misma diseñó los planos y contrató 30 albañiles, quienes tuvieron que preparar aquella zona rocosa a punta de cincel y comba. Su construcción se realizó de 1924 a 1935. Inicialmente, contaba con 250 habitaciones, tenía cuatro niveles y lo conformaban terrazas, torreones, miradores, escalinatas y pasadizos orientados hacia el mar. Era entonces conocido como el Castillo de la familia Boggio. 
Tras permanecer abandonado por casi tres décadas, Juan Barreto Boggio, nieto de Consuelo, tomó a su cargo la remodelación del castillo, de acuerdo a los planos ideados por su abuela y procurando conservar su estilo medieval. Ya por entonces era conocido como el Castillo de Chancay, en torno al cual corrían las más variadas leyendas. Actualmente es uno de los más importantes atractivos turísticos de Chancay, con una infraestructura de aproximadamente 15.000 m² dedicada al alojamiento y la recreación.

## Autoridades

### Alcaldes
Actualmente:
- 2023 - 2026: Juan Alberto Álvarez Andrade, Patria Joven.

Periodos Anteriores:
- 2019 - 2022: Aurora Dulanto, Partido Concertación para el Desarrollo Regional - La Familia .
- 2015 - 2018: Juan Alberto Álvarez Andrade, Patria Joven.
- 2011 - 2014: Juan Alberto Álvarez Andrade, Patria Joven.
- 2007 - 2010: Juan Alberto Álvarez Andrade, Partido Aprista Peruano - APRA.

## Festividades
- Marzo/abril: Semana Santa

Tradición heredada en la época virreinal, aún en este siglo XXI las Hermandades religiosas en coordinación con la Iglesia Católica tratan de revivir, conservar y transmitir a las nuevas generaciones muchas de estas costumbres ligadas a nuestra fe religiosa, sin descuidar el mensaje o significado de la Pasión, Muerte y Resurrección de Nuestro Señor Jesucristo. Tradicional en el distrito de Chancay, la semana de reflexión se inicia el Viernes de Dolores el cual es el viernes antes del Domingo de Ramos culmina el Domingo de Resurrección con la procesión de madrugada. Durante estas fechas se desarrollan diferentes actividades artísticas y religiosas, se consume el frejol colado acompañado por el bizcocho chancay. Así mismo este fin de semana es el que más turistas atrae al distrito.
- Junio: San Pedro/ Día del Pescador

Se celebra el 29 de junio de cada año, las actividades en honor al santo patrón de los pescadores inician días antes, esta festividad se da en el cercado y en el puerto de Chancay, es organizada por familias de pescadores y devotos, se realizan actividades religiosas y deportivas tales como competencias, campeonatos y las cuales culminan con la visita de San Pedro del cercado al puerto de Chancay durante su recorrido procesional del día 29.
- Diciembre: Aniversario de Chancay

Se celebra durante una semana, en la cual se programan distintas actividades deportivas, artísticas y culturales, como festivales de canto, conferencias y algunos seminarios, noches de música variada, la serenata la noche del 13 y se finaliza el día central el 14 de diciembre.

## Deportes

### Fútbol
Al igual que en el resto del país, el deporte más practicado en la ciudad de Chancay es el fútbol.
| Clubes de Fútbol  |                       |                      |           |
| Equipo            | Fundación             | Estadio              | Liga      |
| Sport Chancay     | 14 de febrero de 1914 | Rómulo Shaw Cisneros | Copa Perú |
| Aurora Chancayllo | 10 de agosto de 1931  | Rómulo Shaw Cisneros | Copa Perú |

### Escenarios deportivos
- El principal recinto deportivo para la práctica del deporte es el Estadio Rómulo Shaw Cisneros, es el recinto donde los equipos chancayanos juegan sus partidos de local. Cuenta con una capacidad para 3.000 espectadores.

## Clima
| Parámetros climáticos promedio de Chancay | Parámetros climáticos promedio de Chancay | Parámetros climáticos promedio de Chancay | Parámetros climáticos promedio de Chancay | Parámetros climáticos promedio de Chancay | Parámetros climáticos promedio de Chancay | Parámetros climáticos promedio de Chancay | Parámetros climáticos promedio de Chancay | Parámetros climáticos promedio de Chancay | Parámetros climáticos promedio de Chancay | Parámetros climáticos promedio de Chancay | Parámetros climáticos promedio de Chancay | Parámetros climáticos promedio de Chancay | Parámetros climáticos promedio de Chancay |
| Mes                                       | Ene.                                      | Feb.                                      | Mar.                                      | Abr.                                      | May.                                      | Jun.                                      | Jul.                                      | Ago.                                      | Sep.                                      | Oct.                                      | Nov.                                      | Dic.                                      | Anual                                     |
| ----------------------------------------- | ----------------------------------------- | ----------------------------------------- | ----------------------------------------- | ----------------------------------------- | ----------------------------------------- | ----------------------------------------- | ----------------------------------------- | ----------------------------------------- | ----------------------------------------- | ----------------------------------------- | ----------------------------------------- | ----------------------------------------- | ----------------------------------------- |
| Temp. máx. media (°C)                     | 26.6                                      | 27.4                                      | 27.1                                      | 25.6                                      | 23                                        | 20.9                                      | 20.1                                      | 19.8                                      | 20.3                                      | 21.5                                      | 23.1                                      | 25                                        | 23.4                                      |
| Temp. media (°C)                          | 22.5                                      | 23.2                                      | 22.9                                      | 21.4                                      | 19.4                                      | 17.8                                      | 17.1                                      | 16.7                                      | 17                                        | 17.9                                      | 19.2                                      | 20.5                                      | 19.6                                      |
| Temp. mín. media (°C)                     | 18.4                                      | 19.1                                      | 18.7                                      | 17.2                                      | 15.8                                      | 14.7                                      | 14.1                                      | 13.6                                      | 13.7                                      | 14.3                                      | 15.3                                      | 16.1                                      | 15.9                                      |
| Fuente: climate-data.org                  |                                           |                                           |                                           |                                           |                                           |                                           |                                           |                                           |                                           |                                           |                                           |                                           |                                           |

## Ciudades Hermanas
| Ciudad                  | Entidad    | Referencia        |
| ----------------------- | ---------- | ----------------- |
| Suzhou                  | Jiangsu    | [ 5 ]             |
| Santa Cruz de la Sierra | Santa Cruz | [ 6 ] [ 7 ] [ 8 ] |
| Islay                   | Arequipa   | [ 9 ]             |
| Callao                  | Callao     | [ 10 ]            |